# Karya Teladan
Karya Teladan is een bestuurslaag in het regentschap Musi Rawas van de provincie Zuid-Sumatra, Indonesië. Karya Teladan telt 1553 inwoners (volkstelling 2010).